# Ministério da Defesa (Itália)

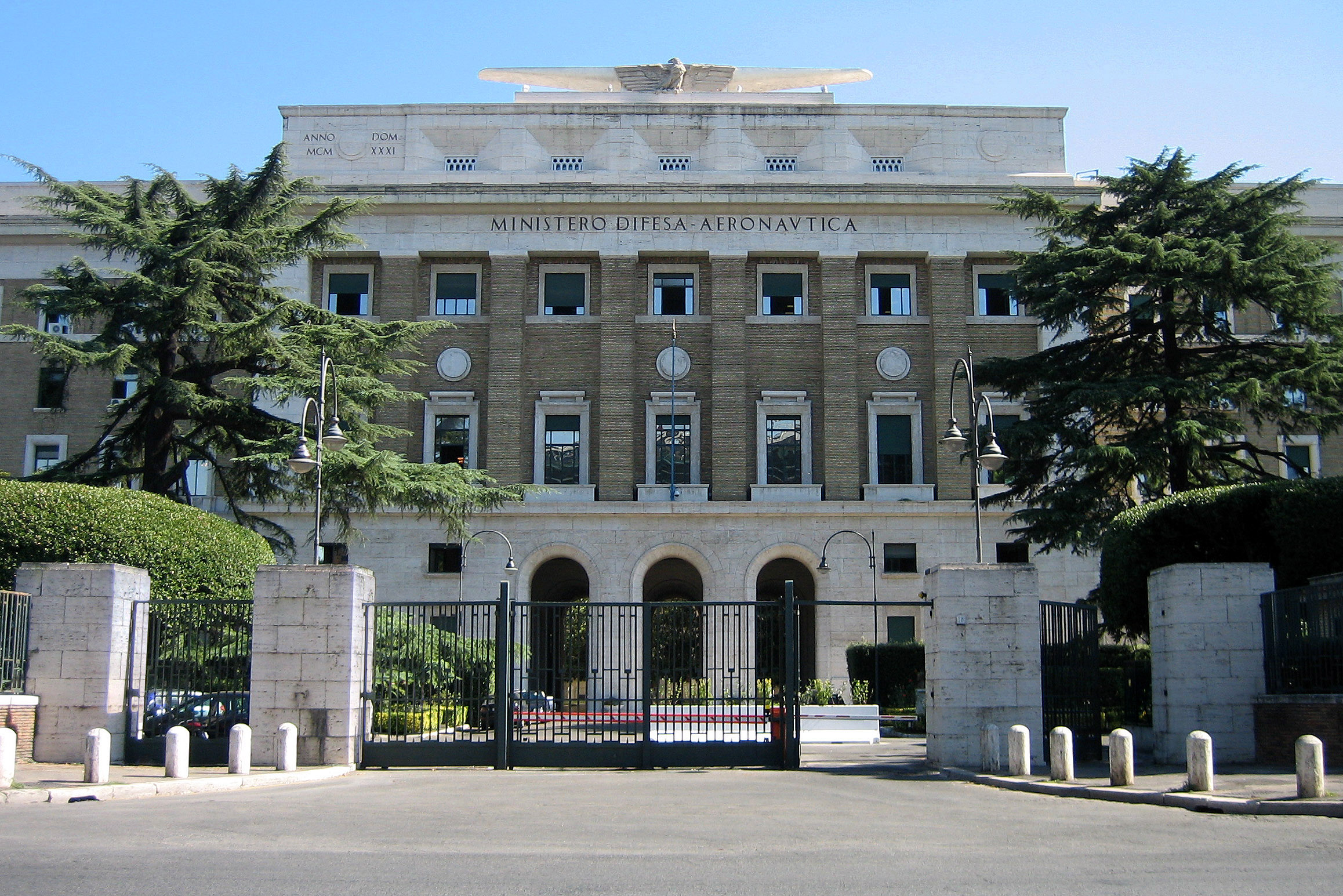
Ministério da Defesa - sede da Força Aérea Italiana.

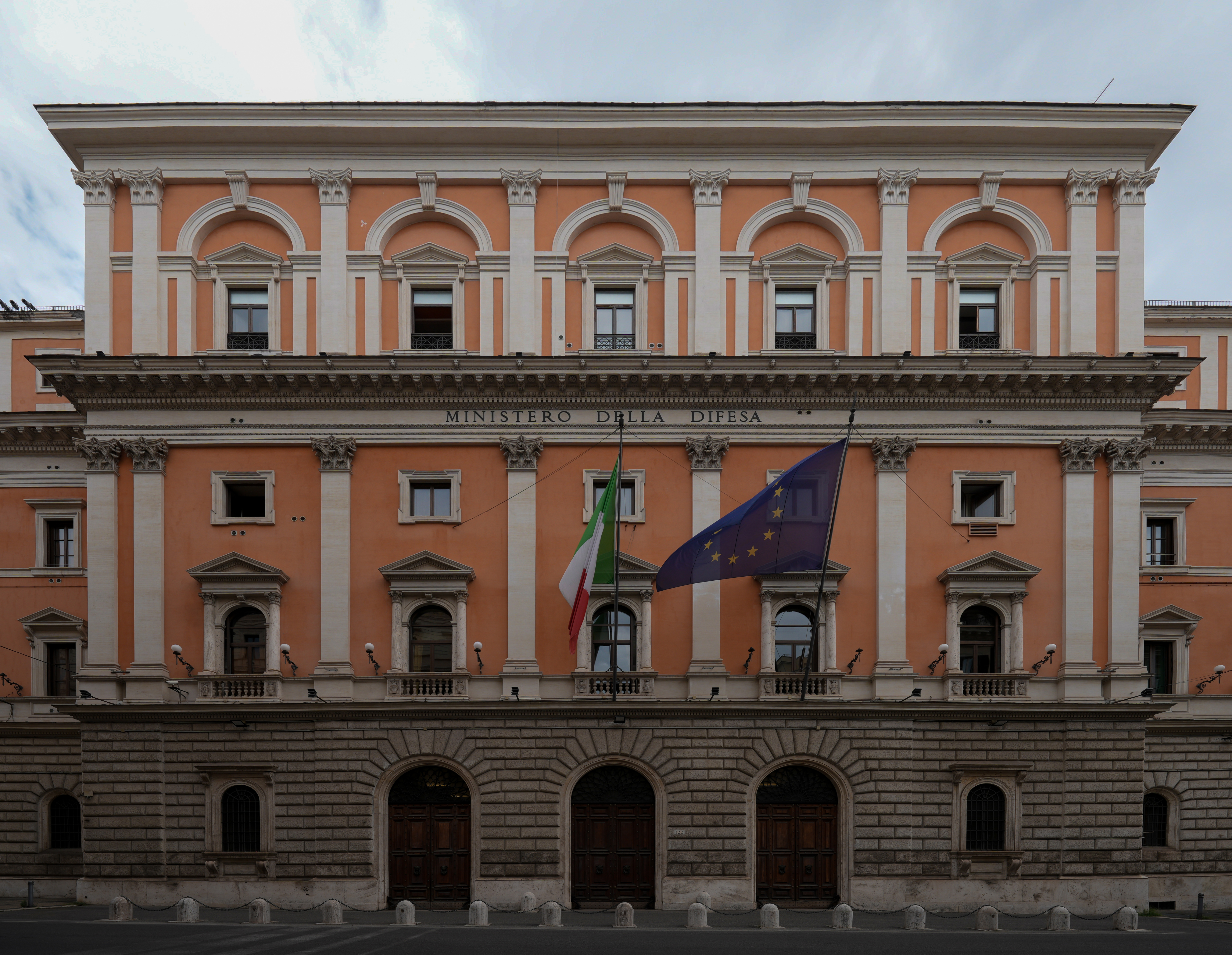
Ministério da Defesa - sede do Exército italiano.

Ministero della Difesa (MDD) é o Ministério da Defesa italiano. Ele é responsável pela defesa militares e civil.
Guido Crosetto é atualmente o ministro da Defesa da Itália.